# QNodeOS
QNodeOS és el primer sistema operatiu per interconnectar ordinadors quàntics. Es basa en la combinació d'una unitat de processament de xarxa (CNPU) amb una unitat de processament de xarxa quàntica (QNPU).

## General
El desenvolupament de QNodeOS és una iniciativa de la Quantum Internet Alliance entre els membres de la qual inclouen la Universitat Tecnològica de Delft a través de QuTech, la Universitat d'Innsbruck, l'INRIA i el CNRS. Un dels membres de la junta és la professora Stephanie Wehner, que va guanyar el premi Ammodo Science Award el 2019.
Els desenvolupadors de Quantum Internet Alliance pretenen integrar els ordinadors quàntics en una Internet quàntica escalable a nivell mundial per al 2030. Esperen que això permeti millores en àrees que van des de les comunicacions segures fins a la investigació mèdica i el desenvolupament de medicaments personalitzats.

## Funcionalitat
L'objectiu de QNodeOS és simplificar la tecnologia d'Internet quàntica i la programació d'aplicacions en diversos processadors quàntics. Això es fa desacoblant el desenvolupament d'aplicacions de la gestió de la memòria quàntica i les sol·licituds d'entrellat. El sistema operatiu admet, entre altres coses, la missatgeria i la coordinació d'entrellaçament quàntic entre nodes.

## Ús
El kit de desenvolupament de programari d'aplicacions és de codi obert i està disponible a GitHub. El codi font de QNodeOS no és de codi obert.